# Relações entre Brasil e Quênia
As relações entre Brasil e Quênia são as relações bilaterais entre o Brasil e o Quênia.

## História
Em julho de 2010, o então presidente do Brasil Luiz Inácio Lula da Silva fez uma visita de Estado ao Quênia. Ele e o Presidente Mwai Kibaki testemunharam a assinatura de vários acordos de cooperação bilateral, incluindo um acordo em tecnologia de bio-combustível, agricultura, indústria, energia, TIC, exploração dos recursos naturais e habitação. 
Os acordos também implicaram na cooperação em energia, comércio e promoção do investimento e cooperação entre os Institutos de Serviços Externos do Quênia e do Brasil.
Lula da Silva também destacou a importância da parceria com o Quênia para maior acesso brasileiro ao bloco econômico Comunidade da África Oriental.

## Cooperação para o desenvolvimento
Em abril de 2014, ambos os países assinaram um contrato de empréstimo para a mecanização da agricultura no Quênia. Neste acordo o Brasil emprestou US$80 milhões de dólares americanos. O acordo foi assinado pelo Secretário de Gabinete da Agricultura do Quênia, Koskei e Mauro Borges Lemos, Ministro do Desenvolvimento, Indústria e Comércio Exterior.

## Comércio
O Quênia exportou bens no valor de 74.4 milhões de xelims(US$878.530) em 2010 e 110.2 milhões de xelims(em dólares americanos: US$1,3 milhões) para o Brasil em 2012. O Quênia importou bens no valor de 10.2 bilhões de xelims(em dólares americanos: US$121.300.000) em 2010 e 24.5 bilhões de xelims(em dólares americanos: US$ 289.200.000) em 2012.
As principais exportações do Brasil para o Quênia foram aviões, aparelhos domésticos e industriais, equipamentos pesados para mineração e construção, máquinas agrícolas e tratores, açúcar, veículos a motor e fios de alumínio.
O Quênia é o maior comprador africano dos jatos brasileiros da Embraer.

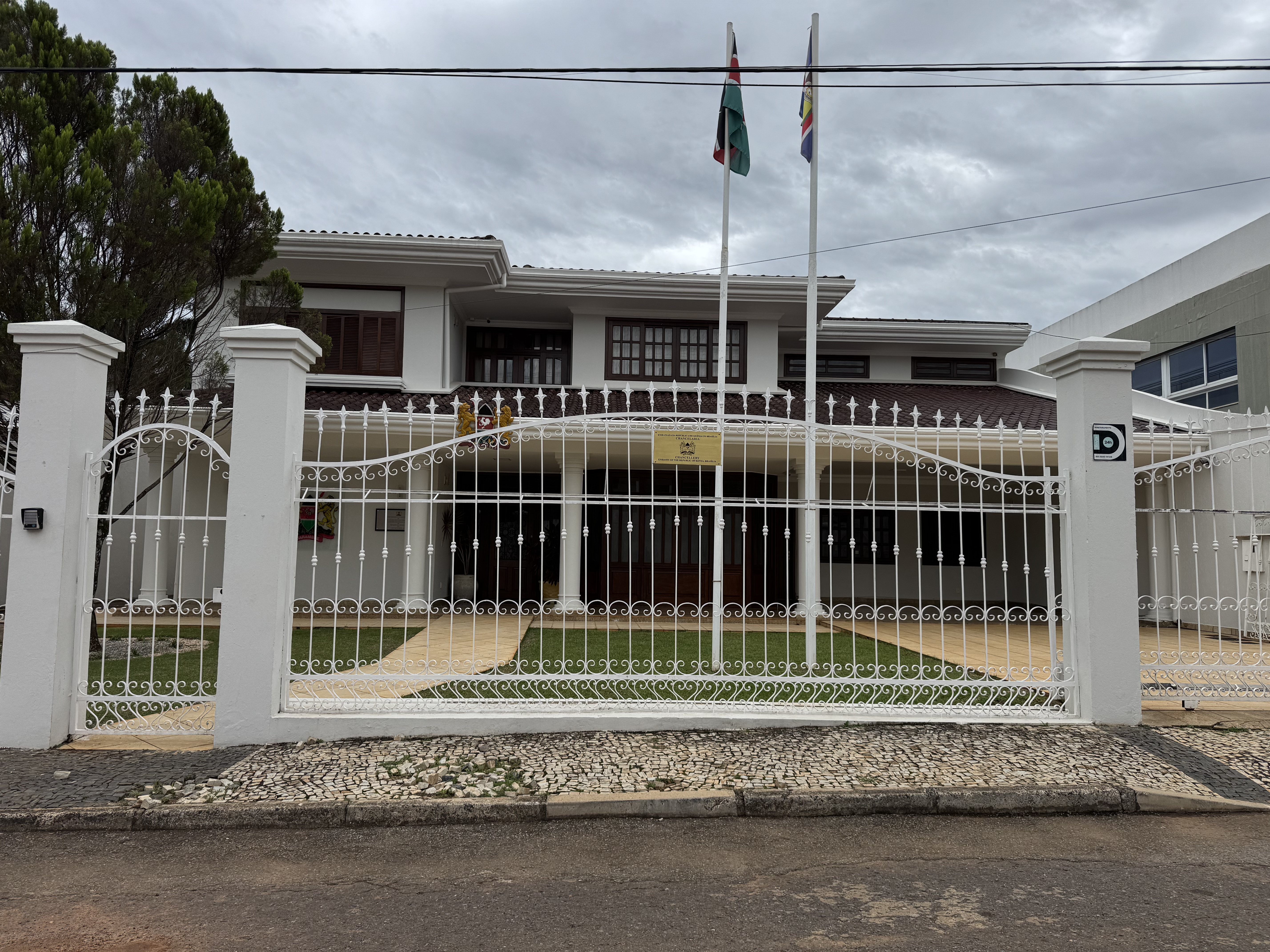
Embaixada do Quênia em Brasília

## Missões diplomáticas
- Brasil tem uma embaixada em Nairóbi.[4]
- Quênia tem uma embaixada em Brasília.[5]